# 蓮田市図書館
蓮田市図書館（はすだしとしょかん）は、埼玉県蓮田市が運営する公共図書館である。

## 歴史
蓮田市が運営する公立図書館である。同市に在住・在勤・在学する者の他、久喜市・幸手市・春日部市・さいたま市・上尾市・白岡市・南埼玉郡宮代町・北葛飾郡杉戸町・北足立郡伊奈町の在住者も広域利用により利用することができる。
かつては移動図書館を運営していたが、2008年（平成20年）9月をもって廃止となった。

## 施設・交通
アクセス
- 蓮田駅西口より北北東へ徒歩にて約10分（道程約600m[3]）。

休館日
- 毎週火曜日
- 第一金曜日：この他、例外あり[4]

開館時間
- 日曜日・月曜日・水曜日・金曜日・土曜日：9時30分 - 17時00分
- 木曜日：9時30分 - 19時00分
- 7月1日から8月31日までの平日：9時30分 - 19時00分